# Purpurstirn-Saphirkolibri
Der Purpurstirn-Saphirkolibri (Basilinna leucotis, Syn. Hylocharis leucotis) auch Weißohrsaphir oder Weißohrkolibri genannt, ist eine Vogelart aus der Familie der Kolibris (Trochilidae), die in den Vereinigten Staaten, in Mexiko, in Guatemala, in Honduras, in El Salvador und in Nicaragua vorkommt. Der Bestand wird von der IUCN als nicht gefährdet (Least Concern) eingeschätzt.

## Merkmale

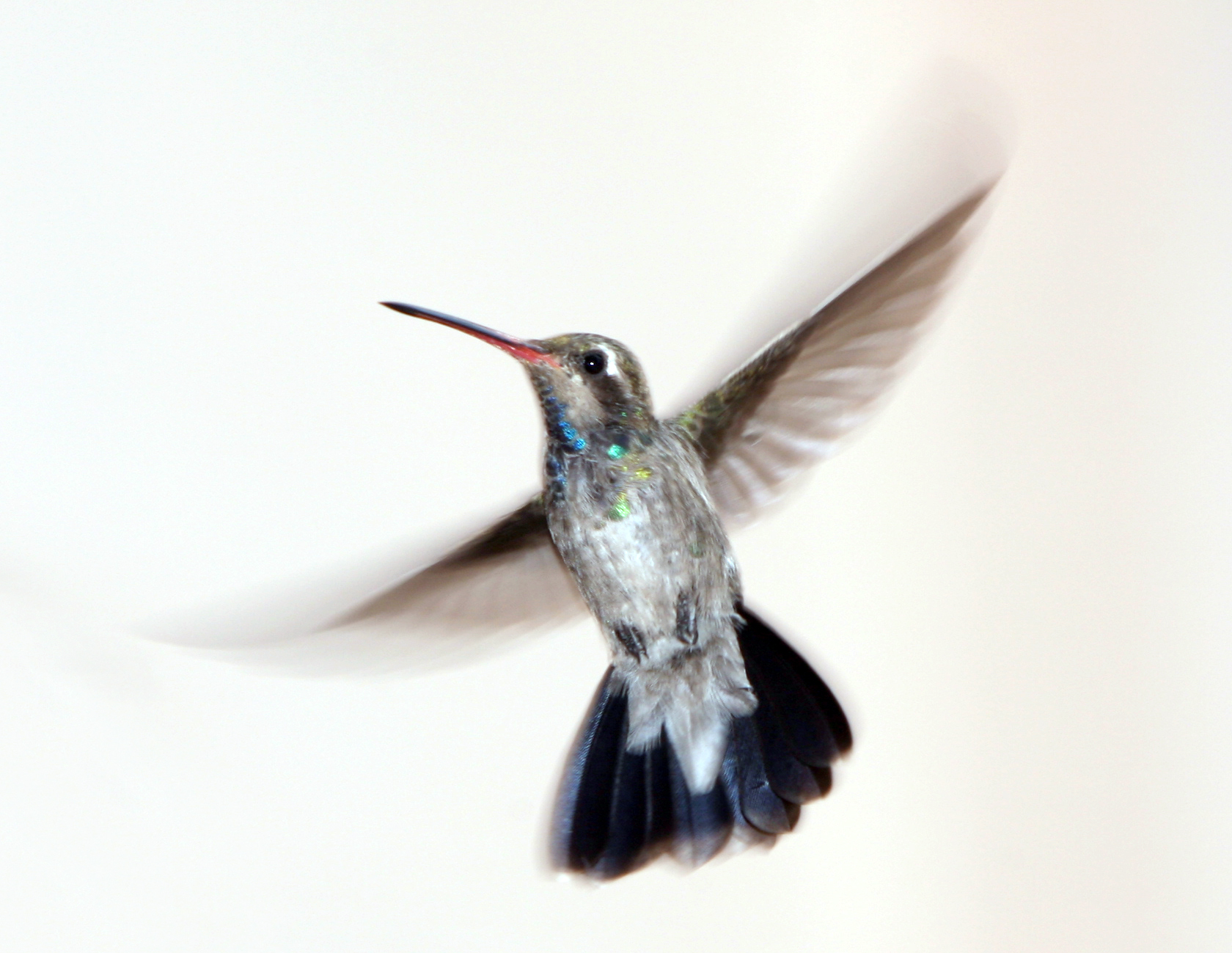
Purpurstirn-Saphirkolibri, ♀

Der Purpurstirn-Saphirkolibri erreicht eine Körperlänge von etwa 9 bis 10 cm, bei einem Gewicht der Männchen von ca. 3,6 g und der Weibchen von ca. 3,2 g. Der gerade Schnabel des Männchens ist rot mit schwarzer Spitze. Der Oberkopf glitzert violett, der Hinteraugenstrich ist weiß und die Ohrdecken sind schwarz. Der Rest der Oberseite ist grün, wobei der hintere Teil des Rückens und die Unterschwanzdecken rötlich braune Fransen haben. Das Kinn glitzert violett, der Ringkragen schillert türkisgrün. Der Rest der Unterseite ist grau. Die zentralen Steuerfedern des leicht gegabelte Schwanz sind grün, die äußeren schwärzlich mit grünen Sprenkeln. Das Weibchen hat einen geraden Schnabel, wobei der Oberschnabel schwarz und der Unterschnabel rot mit dunkler Spitze ist. Der Oberkopf ist bräunlich grün mit weißem Hinteraugenstrich und schwärzlichen Ohrdecken. Der Rest der Oberseite ist ebenfalls grün, wobei der hintere Teil des Rückens und die Unterschwanzdecken rötlich braune Fransen haben. Die Kehle ist weiß mit grünen Pailletten. Der Rest der Unterseite ist weißlich mit grünen Sprenkeln. Die Mitte des Schwanzes ist grün, die äußeren Steuerfedern mit braunen Fransen und weißen Flecken. Jungvögel ähneln in der Färbung den Weibchen, doch sind die Steuerfedern stark weiß gefleckt.

## Verhalten und Ernährung
Der Purpurstirn-Saphirkolibri bezieht seinen Nektar von blühenden Agaven, Zweizähnen, verschiedenen Salbeiarten, Bartfaden, Köcherblümchen und anderen Blüten. Gliederfüßer fängt er im Flug, indem er sie jagt oder von den Blumen entnimmt. Er gilt als territorial.

## Lautäußerungen
Der Gesang besteht aus einer Serie von wiederholten, meist doppelten Tönen, die wie tschi-dit.. tsch-dit...tschi-dit oder einfach nur tink..tink..tink klingen. Der Ruf beinhaltet harte trockene tschip oder tschidip Töne und kurzes abnehmendes Geschnatter.

## Fortpflanzung
Die Brutsaison im nördlichen und zentralen Teil von Mexiko dauert von März bis August und von November bis Februar. Im Süden Mexikos kann es das ganze Jahr über Brutaktivitäten geben. B. l. pygmaea brütet von August bis Dezember. Das kelchförmige Nest wird aus weichem Pflanzenabwurf, meist Fasern von Eichenblättern und Moos, gebaut, die sie von außen mit gräulichen Flechten verzieren. Dieses platzieren sie in 1,6 bis 6 Meter über dem Boden. Dabei bevorzugt er für das Nest in Mexiko Eichen oder in Guatemala die zu Baccharis gehörende Art Baccharis vacinoides. Gelegentlich sind mehrere Nester innerhalb kurzer Distanz zu finden. Oft wird das Nest auf dem Rest eines Nestes aus dem vorherige Jahr gebaut. Ein Gelege besteht aus zwei weißen Eiern und wird 14 bis 16 Tage vom Weibchen bebrütet. Mit etwa 23 bis 28 Tagen werden die Nestlinge flügge. In Mexiko kann es bis zu drei Bruten pro Jahr kommen, in anderen Gebieten nur bis zu zwei.

## Verbreitung und Lebensraum

Verbreitungsgebiet (grün) des Purpurstirn-Saphirkolibris

Der Purpurstirn-Saphirkolibri bevorzugt Kiefern- und Eichenwälder, immergrüne Kiefernwälder, Lichtungen in Höhenlagen zwischen 1200 und 3500 Meter. Die Futtersuche erfolgt in den niedrigen bis mittleren Straten.

## Unterarten
Bisher sind drei Unterarten bekannt:
- Basilinna leucotis borealis (Griscom, 1929)[3] kommt im Südosten Arizonas bis in den Norden Mexikos vor. Die Unterart ist größer, die Unterseite farblich grauer mit weniger grün[1]
- Basilinna leucotis leucotis (Vieillot, 1818)[4] kommt im zentralen und südlichen Mexikos und in Guatemala vor.
- Basilinna leucotis pygmaea Simon & Hellmayr, 1908[5] ist in El Salvador, Honduras und Nicaragua verbreitet. Die Subspezies ist kleiner, der grüne Ringkragen fällt kleiner aus. Die Unterseite ist weißlich mit vielen grünen Sprenkeln. Der Schwanz ist grünlich mit rötlich braunen Fransen.[1]

## Migration
Im nördlichen Verbreitungsgebiet kann man Zugbewegungen des Purpurstirn-Saphirkolibris feststellen. Hier ist er von April bis Oktober am häufigsten zu sehen. Danach ist er in den USA nicht mehr vorhanden, im Norden Mexikos deutlich seltener zwischen November und März. Die südlichen Population gilt als Standvogel, auch wenn saisonal eventuell in den Höhenlagen weiter gezogen wird, um den blühenden Pflanzen zu folgen.

## Etymologie und Forschungsgeschichte
Die Erstbeschreibung des Purpurstirn-Saphirkolibris erfolgte 1818 durch Louis Pierre Vieillot unter dem wissenschaftlichen Namen Trochilus leucotis. Das Typusexemplar stammte aus der Sammlung von Guillaume Michel Jérôme Meiffren de Laugier, Baron von Chartrouse und wurde fälschlicherweise Brasilien zugeordnet. Im Jahr 1831 führte Friedrich Boie den neuen Gattungsnamen Basilinna und Hylocharis ein. »Basilinna βασιλλινα« ist das griechische Wort für »Königin«. Der Artname »leucotis« ist ein griechisches Wortgebilde aus »leucos λευκος« für »weiß« und »-ōtis, ōtos -ωτις, ωτος« für »-ohrig, Ohr«. »Borealis« ist das lateinische Wort für »nördlich« von »boreas« für »Norden«. »Pygmaea« leitet sich vom lateinischen »pygmaeus« für »zwergenhaft, zwergwüchsig« ab.